# Alfa Romeo 20-30 HP
La 20-30 HP è un'autovettura prodotta dall'ALFA dal 1914 al 1915 e poi dall'Alfa Romeo dal 1920 al 1921. È stato il primo modello a portare il nome "Alfa Romeo". Nel 1921 venne sostituito da una sua versione più sportiva, la 20-30 HP ES, dove la S sta per Sport.

## Il contesto
Nel 1915 Nicola Romeo, ingegnere meccanico di Sant'Antimo, entrò nel capitale societario dell'ALFA (Anonima Lombarda Fabbrica Automobili, azienda automobilistica milanese fondata nel 1910) con l'acquisto di alcune azioni. Nel giro di due anni il gruppo industriale capitanato Romeo riuscì ad acquisire il controllo della società e nell'occasione l'ALFA cambiò denominazione in "Società Anonima Italiana Ing. Nicola Romeo". Essa si concentrò nella fabbricazione di munizioni, motori aeronautici su licenza Isotta Fraschini e attrezzature da miniera, che erano fondamentali nelle trincee del fronte di guerra italiano, interrompendo temporaneamente la produzione di autovetture. Terminata la prima guerra mondiale, le commesse militari si esaurirono e Romeo decise di riconvertire le attività dell'azienda nella produzione di autovetture a uso civile. Romeo, che era a conoscenza del valore del marchio ALFA nella commercializzazione di modelli di autovettura, decise di cambiare il nome della società in "Alfa Romeo".  L'atto ufficiale della nascita dell'Alfa Romeo è datato 3 febbraio 1918 e venne firmato dal notaio Federico Guasti di Milano. La 20-30 HP, discendente diretta della 24 HP, fu pertanto il primo modello da strada a essere commercializzato con la nuova denominazione della società. Il marchio Alfa Romeo aveva già infatti debuttato il 23 novembre 1919 su una versione da competizione della 40-60 HP, che partecipò alla Targa Florio.

## Storia del modello
La vettura non è altro che la serie "E" della 24 HP con delle migliorie meccaniche tali da costituire un modello nuovo. Come la sua progenitrice anche la 20-30 HP fu progettata da Giuseppe Merosi ed è dotata di un motore a quattro cilindri in linea da 4.084 cm³ di cilindrata ma con potenza aumentata a 49 CV a 2400 giri/min grazie ad una nuova messa a punto ed un nuovo comando della distribuzione a catena. Inoltre vennero allargate le carreggiate a 1450 mm  per migliorare il comportamento dinamico visto che la vettura tocca i 115 km/h di velocità massima.
La 20-30 HP era disponibile in due tipi di carrozzeria, torpedo o limousine, ma poteva essere venduta anche come solo autotelaio per essere carrozzato secondo i gusti del cliente. Infatti è un modello destinato alla fascia di mercato delle auto di lusso e alle esportazioni grazie ad una meccanica raffinata, un motore potente e da rifiniture lussuose.
Nonostante la classe della vettura tra il 1914 e il 1915 furono assemblati 285 autotelai e allo scoppio della guerra il Regio Esercito ordino 380 telai da carrozzare nei modi più funzionali. Tuttavia con l'entrata in società di Nicola Romeo la produzione si concentrò su altri ambiti più redditizi e convenienti allo sforzo bellico sospendendo e accantonando nei magazzini del Portello i 95 telai già completati.
Alla fine della guerra proprio su questi telai immagazzinati durante il conflitto si riprese la produzione automobilistica senza cambiamenti meccanici sostanziali ma con un altro tipo di novità. Infatti la 20-30 HP assemblata dopo la guerra fu il primo modello stradale ad essere commercializzato dall'Alfa Romeo, nuovo nome della società ALFA, sul radiatore.
Il prezzo della vettura completa, circa 35.000 lire (più del triplo di una Ford Modello T) era proibitivo per i tempi considerando la recessione seguita al primo conflitto mondiale.
Esauriti i 95 telai la 20-30 HP nel 1921 venne sostituita da una sua versione più sportiva, la 20-30 HP ES, dove la S sta per Sport.